# Vieux Séminaire de Saint-Sulpice
Ne doit pas être confondu avec l’Ancien séminaire Saint-Sulpice ou le Séminaire Saint-Sulpice, tous deux parisiens.
Le Séminaire de Saint-Sulpice, aussi  nommé le Vieux Séminaire de Montréal, est le plus vieil immeuble de l'arrondissement de  Ville-Marie à Montréal, soit le seul survivant du XVIIe siècle. Le corps de logis principal fut construit entre 1683 et 1685 par Monsieur François Dollier de Casson, alors Supérieur des Sulpiciens de Montréal qui était rentré en 1678 d'un séjour en France et avait de ce fait pris connaissance de l'évolution économique et architecturale récente de la paroisse parisienne de Saint-Sulpice de Paris.
Le séminaire de Saint-Sulpice est l'un des rares exemples contemporains du recours au type de l'hôtel particulier parisien du 17e siècle en Nouvelle-France. Il fut érigé sur la rue Notre-Dame dont ce segment constituait le parvis de la première église paroissiale de Montréal (1672-1683) érigée dans l'axe même de cette rue.
Le corps de logis principal est constitué d'un rez-de chaussée dont le retrait de la rue Notre-Dame Ouest forme une cour d'honneur carrée qui sera bordée entre 1704 et 1716 par deux ailes latérales et fermée sur la rue par une muraille dotée d'un portail à fronton décoré. En 2024, les éléments décoratifs de ce fronton ont été remplacés par des copies approximatives, sans autorisation municipale ni provinciale. Le résultat a subi de rudes critiques du journal Le Devoir, le 17 septembre 2024, tant pour les couleurs que pour les formes. 
Le rez-de chaussée est surmonté d'un premier étage noble au-dessus duquel une toiture mansardée ajoute deux niveaux, soit un second étage surmonté au niveau du brisis et un grenier au niveau du terrasson.
L'édifice et son jardin demeurent la propriété des Prêtres de Saint-Sulpice de Montréal.

## Histoire

### Le premier hôtel des Messieurs de Saint-Sulpice
À leur arrivée à Montréal le 12 août 1657, Monsieur Gabriel Thubières de Levy de Queylus, M. Gabriel Souart, M. Dominique Galinier et le futur sulpicien Antoine d’Allet furent logés par Jeanne Mance à l'Hôtel-Dieu, alors situé à l'intersection nord-est des rues Saint-Paul et Saint-Sulpice. Ils entreprennent alors la construction de leur premier hôtel, rue Saint-Paul face au marché de la place Royale. En 1659, les travaux sont en cours. Jeanne Mance qui revient à Montréal la même année se plaint de ne plus pouvoir avancer la construction de son hôpital car « les ouvriers étant occupés à la maison du séminaire de messieurs les prêtres ce qui luy estoit un grand obstacle ». Les travaux du premier séminaire se terminent vers 1661-1662. Le 25 octobre 1661, le procureur sulpicien Guillaume Vignal, « pressé d’achever le séminaire alors en construction » et accompagné d’ouvriers va à l’île à la Pierre (selon la carte de l'île de Montréal de 1700, cette île serait située près de l'emplacement actuel de l'île Notre-Dame créée pour l'Exposition universelle de 1967 et en partie sous le remblai et de la voie maritime du Saint-Laurent).
Les sulpiciens habitent leur premier hôtel pendant près de 24 ans, jusqu’à Noël 1685 au moment de leur emménagement dans leur nouvel hôtel situé à l'extrémité nord du jardin dont ils avaient déjà entrepris l'aménagement. Abandonné, le premier séminaire, sans doute peu confortable, servira d’entrepôt pendant plusieurs années jusqu'à son incendie en 1852.

### Le second hôtel particulier des Messieurs de Saint-Sulpice, seigneurs de Montréal
À la suite de l'achèvement en 1682 des travaux de construction de la première église paroissiale de Montréal, Monsieur de Casson, supérieur des sulpiciens à Montréal, commence la construction de l'imposant hôtel particulier de la rue Notre-Dame. Le corps central est érigé entre 1683 et 1685. L'aile ouest qui borde la cour d'honneur est érigée par Monsieur de Belmont, entre 1704-1705 et l'aile Est, entre 1713 et 1716. L'aile Est, symétrique de l'aile Ouest fut partiellement détruite après 1849.
En 1836, l'érection canonique du Diocèse de Montréal suivie en 1859 de l'abolition de la seigneurie de l'île de Montréal réduit considérablement le rôle des Sulpiciens dans le vie religieuse et civique de Montréal. Cette situation amène l'évêque de Montréal Ignace Bourget (1799-1885), à proposer aux Sulpiciens de se consacrer dorénavant à la formation des futurs prêtres du diocèse de Montréal.

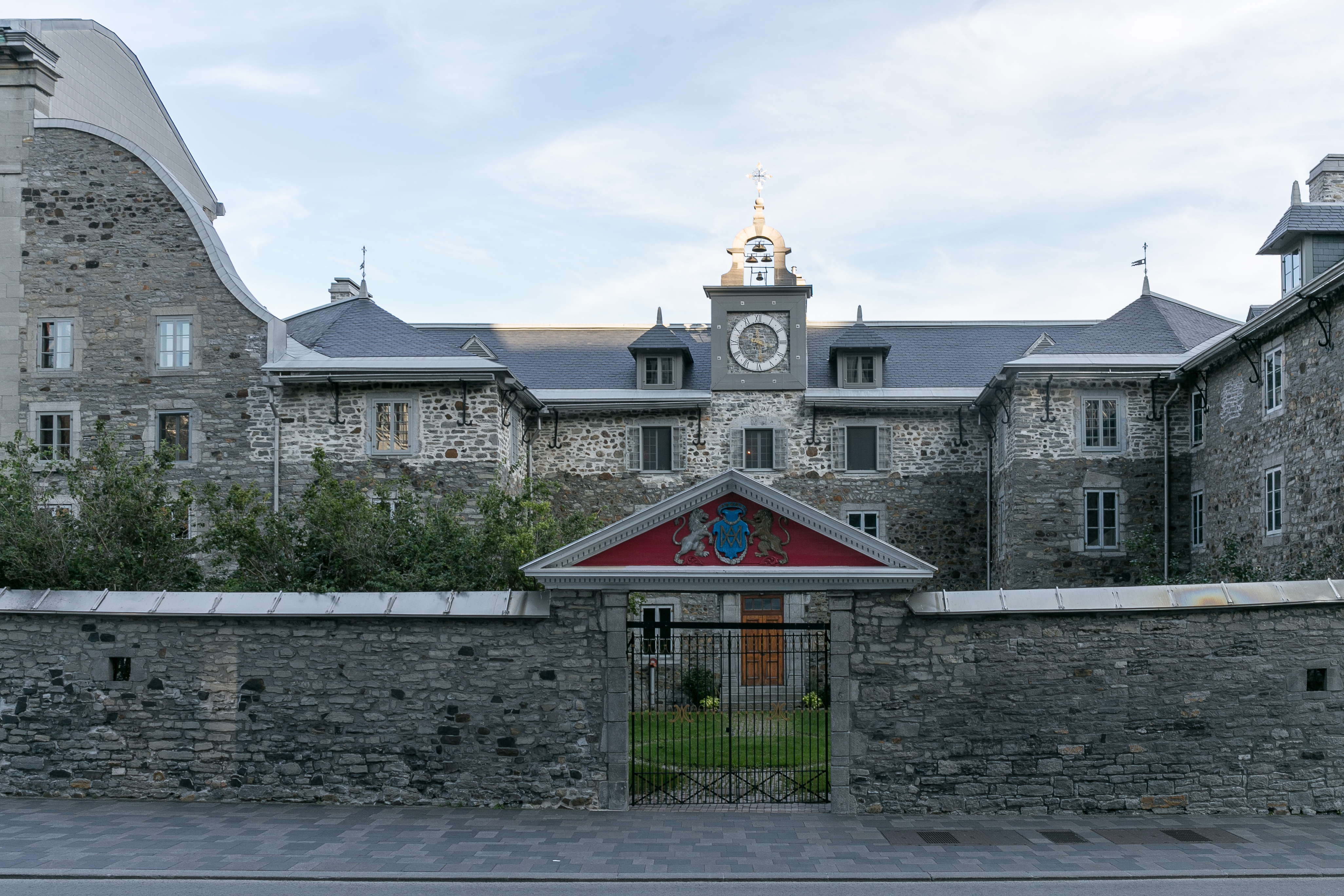
En 2017

Les sulpiciens envisagent alors sérieusement d’agrandir ou de remplacer l'édifice de la rue Notre-Dame, en mauvais état de conservation et peu adapté au normes de confort et aux innovations techniques de la seconde partie du 19e siècle. On envisage la construction d'un nouvel édifice qui pourrait accueillir les étudiants en théologie. Une première aile, dite Ostell, est d'abord érigée en 1849 dont l'échelle et le style sont inconciliables, malgré toutes les tentatives de camouflage avec celle de l'ancienne maison. On comprend rapidement aussi que le site ne sera jamais assez vaste pour répondre aux besoins résidentiels des prêtres de Saint-Sulpice et des étudiants ainsi que pour les classes.
Lors d’une visite à Montréal, Louis-Jacques Casault, supérieur du Séminaire de Québec, aurait convaincu les sulpiciens d’établir leur Grand Séminaire sur leur domaine plus espacé de la montagne, rue Sherbrooke. La décision est prise de déplacer le projet du Grand Séminaire de Montréal au site de la Montagne. En 1854, les travaux sont arrêtés. Seul vestige de ce projet : l'aile Ostell située sur le flanc Est du séminaire dont la présence imposante entraîna la démolition partielle de l'aile Est et les vaines et successives tentatives d'intégration entre deux constructions d'époque et d'échelle inconciliables.
De 1907 à 1908, une nouvelle aile de services est construite dans le jardin du séminaire en prévision du Congrès eucharistique de Montréal de 1910. Cette aile contiendra un grand réfectoire à rez-de-jardin ainsi que des chambres pour les invités internationaux qui serviront ensuite aux Petites Sœurs de Saint-Joseph qui apporteront leur soutien aux activités domestiques de la maison sulpicienne.
L'ensemble du séminaire de Saint-Sulpice et de ses jardins est classé monument et site historique depuis le 4 juin 1985.

## Jardins du séminaire (section en chantier)
Suivant une tradition française, les Sulpiciens aménagent un jardin dès le XVIIe siècle près de leur première habitation de la rue Saint-Paul pour y cultiver fruits et légumes. La disposition géométriques des allées, avec sa pelouse et sa statue centrale, emprunte aux traditions françaises de la Renaissance. Ce jardin, toujours existant, est un des plus anciens aménagements du genre au Canada. Le jardin du Séminaire de Saint-Sulpice  a été désigné comme un lieu historique national du Canada en 1981 par le gouvernement canadien.

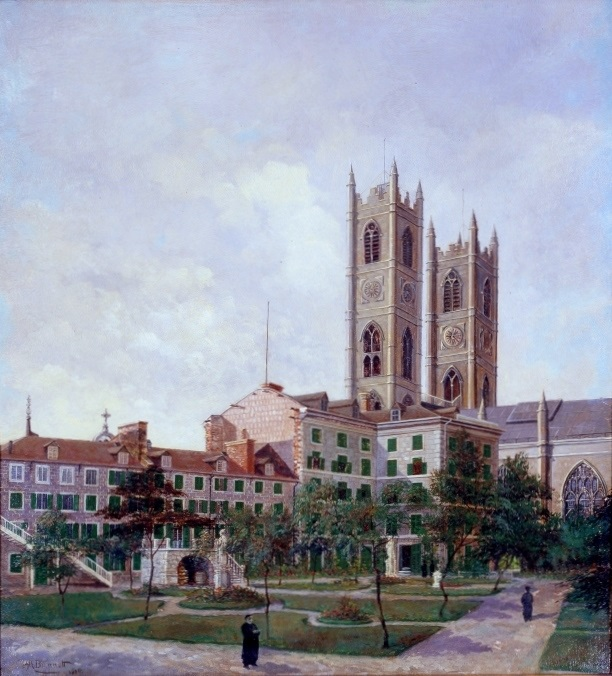
Le jardin en 1885
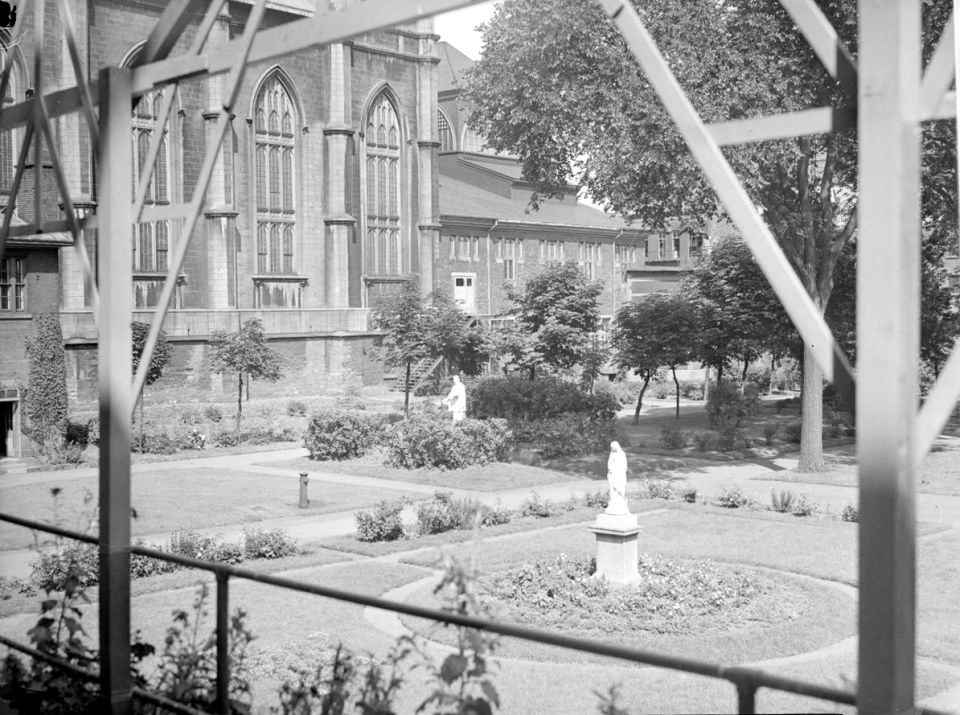
Le jardin en 1946
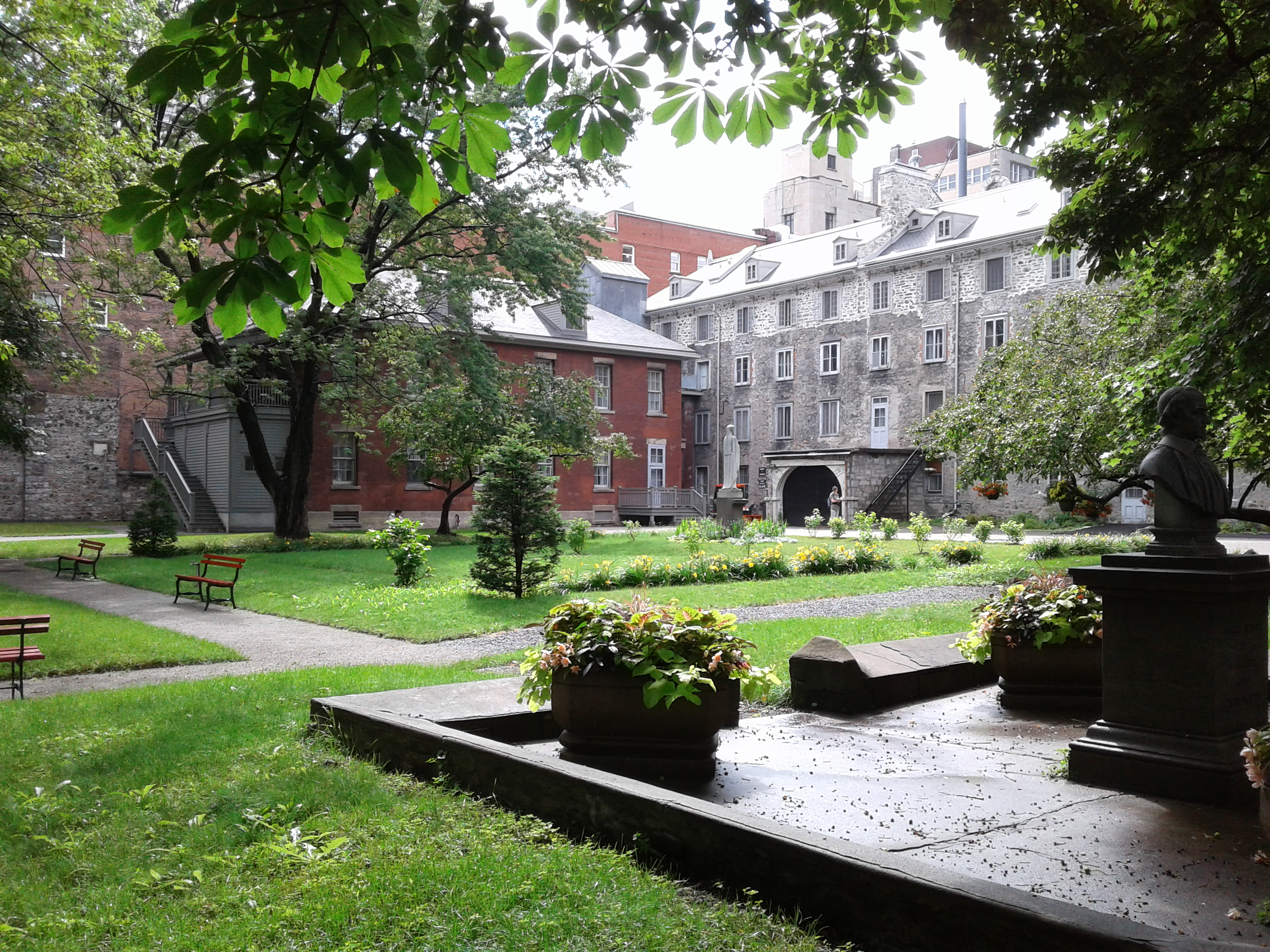
Vue du jardin en 2017

## Le plan de conservation et de restauration du site du séminaire de Saint-Sulpice (2004-2016) (section en chantier)

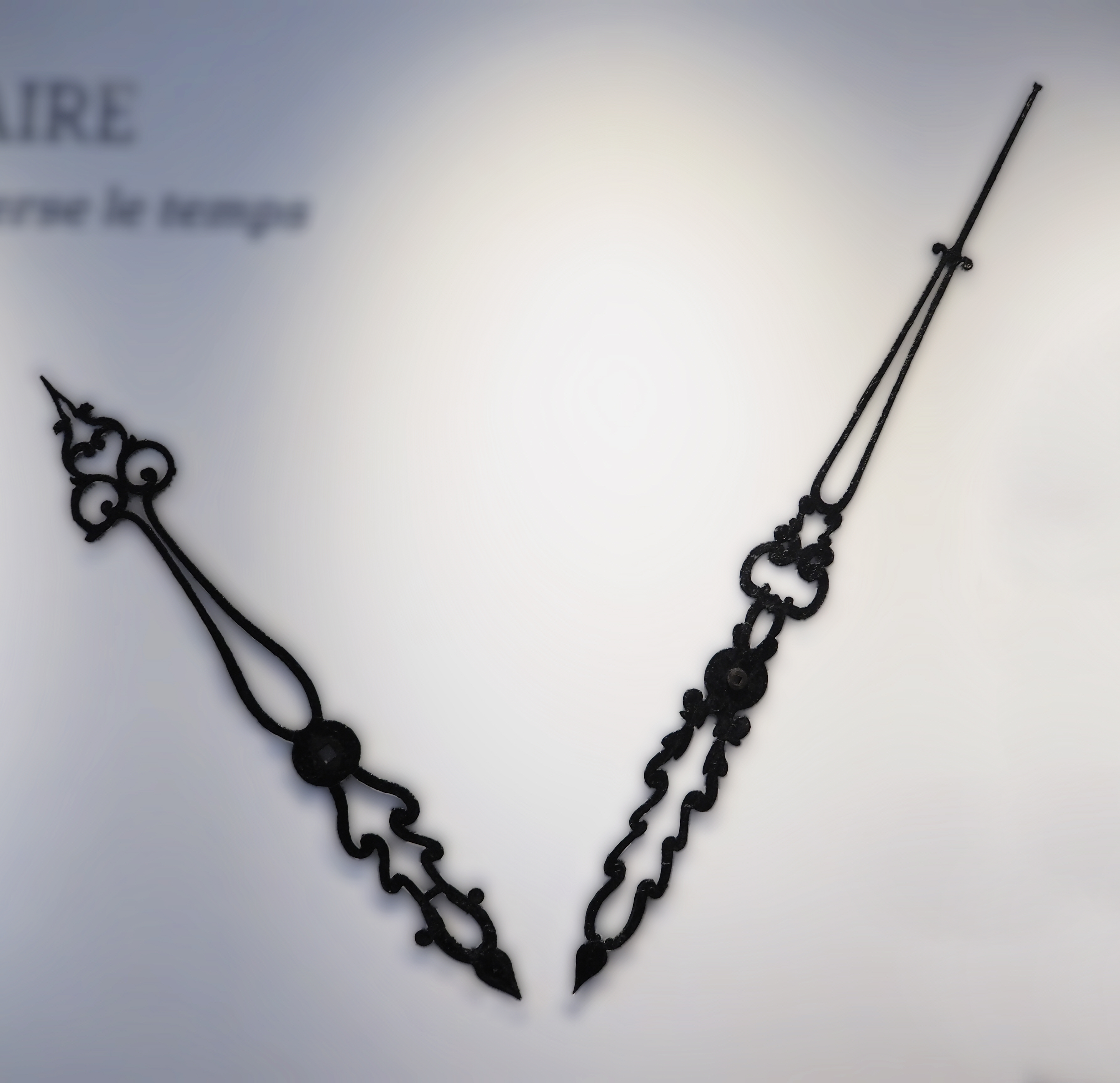
Aiguilles de l'horloge du vieux séminaire de Saint-Sulpice (1822). Ces aiguilles sont animées par un mécanisme de Jean-Joseph Lepaute, dit Collignon, horloger du Roi, sis au faubourg Saint-Honoré, à Paris.

À la suite de la préparation durant l'année 2004, d'une étude de faisabilité pluridisciplinaire dirigée par l'urbaniste Gérald McNichols Tétreault, découlant d'une collaboration entre les Prêtres de Saint-Sulpice de Montréal, du Ministère de la culture et des communications et de la Fondation québécoise du patrimoine religieux, un colloque du Comité francophone de l'ICOMOS Canada, les Prêtres de Saint-Sulpice de Montréal s'engagent à la mise en œuvre d'un plan de conservation et de restauration du site du séminaire de Saint-Sulpice qui s'est poursuivie de 2005 à 2016. L'orientation adoptée est de considérer le site du Séminaire de Saint-Sulpice avec les mêmes égards généralement consentis au sites du Patrimoine mondial.
Les principaux travaux accomplis sous la direction de Gérald McNichols Tétreault agissant à titre de conservateur en chef au cours de la mise en œuvre de ce projet entre 2005 et 2016 furent :
- Archéologie : Programme continu de sondages, fouilles, interprétation et intégration de vestiges archéologiques (Archéotec, François Gignac et Geneviève Treyvaud)
- Charpente ancienne de bois : Restauration de la charpente ancienne de bois du corps de logis principal et des ailes Est et Ouest. (Franz Knoll, ingénieur en structure, PRAXI, entrepreneur général)
- Lucarnes et fenestration au grenier : Restauration des lucarnes et de la fenestration du 2e étage et du grenier (Nicolas Blais, architecte et PRAXI Entrepreneurs généraux)
- Maçonnerie de toiture :  Restauration des souches de cheminées, des corniches (Gilles Lavigueur, architecte, Nicolas Blais architecte, Technipierre Héritage et Maçonnerie Rainville et frères, Pierres Technoprofil)
- Couverture : Métaux ouvrés, chenaux et recouvrement d'ardoise :  Restauration des gouttières, des ornements de faitage et de la couverture d'ardoise (Centre de conservation du Québec, Gille Lavigueur, architecte, Nicolas Blais architecte, Couvreur Verdun Inc.) Isolation, imperméabilisation et aération.
- Restauration du plancher de tomettes du grenier et surhaussement des murs extérieurs à la suite des ordonnances de l'Intendant contre les incendies. (François Gignac, archéologue, Maçonnerie Rainville)
- Restauration intérieure du deuxième étage du corps de logis principal et des ailes Est et Ouest :  découverte, consolidation et intégration des vestiges archéologiques (Nicolas Blais, architecte, Martin Roy, ingénieur en bioclimatique, PRAXI, Entrepreneur général, François Gignac, archéologue)
- Bibliothèque du 2e Étage
- Restauration du mur de refend central A-07 de la maison de la cave au grenier (Franz Knoll, ingénieur en structure, François Gignac, archéologue, Maçonnerie Rainville et frères)
- Ravalement extérieur des niveaux supérieurs des murs de façade arrière et avant; ravalement complet du mur Ouest, ravalement en sous-œuvre muraille avant (Maçconnerie Rainville et frères Inc., Technipierre héritage, Gilles Lavigueur, architecte, Nicolas Blais, architecte)
- Restauration de la tour du clocher, de l'horloge et du carillon (Franz Knoll, ingénieur en structure, François Gignac, archéologue, Cloches Marc Goudreault, PRAXI, Entrepreneurs généraux, Maçonnerie Rainville et frères, Inc.)
- Réfection de la cuisine et du réfectoire (Cuisine Alimex Inc., Nicolas Blais, architecte, Richard Saint-Aubin, surintendant, DEVCOR.
- Mise en conformité (2012-2016) des installations électriques, des systèmes électromécaniques, de protection incendie, du chauffage (Nicolas Blais, architecte, Martin Roy, ingénieur bioclimatique, Mario Gendron, ingénieur civil, Groupe Vinci Inc., Richard Saint-Aubin, surintendant, DEVCOR)
- Allées et de parterres du jardin, décontamination du sol, replantation du jardin des arbres fruitiers (Peter Soland, architecte Civiliti, (...)
- Bassin central et fontaine (Archéotec, Luce Lafontaine, Lafontaine et Soucy, architectes, PRAXI, Entrepreneurs généraux, Maçonnerie Rainville et frères)
- Réseau hydrologique, passerelle d'accès au jardin. (Geneviève Treyvaux, archéologue, François Gignac, archéologue, Peter Soland, architecte, Civiliti, Richard Saint Aubin, surintendant, DEVCOR)
- Réserve archéologique (François Gignac, archéologue, Couvreur Verdun, Richard Aubin, surintendant, DEVCOR)
- L'élaboration d'une nouvelle interprétation du site intégrant les recherches historiques et les découvertes archéologiques, conférences et visites (François Gignac, archéologie, Marc Lacasse archiviste, Gérald McNichols Tétreault, conservateur en chef)
- Comité scientifique : Le maintien d'une approche scientifique et pluridisciplinaire avec une documentation continue du projet : Professeure Louise Dussault Letocha, historienne de l'art, Professeur Philippe Poullaouec Gonidec, Professeure Danièle Kampnich Letocha, philosophe spécialiste de la Renaissance, Gérald Savoie, architecte, Ministère de la culture et des communications (MCCQ), Anne-Marie Balac, archéologue (MCCQ), Chantal Grisé, architecte, (MCCQ), Catherine Michon architecte (MCCQ), Loic D'Orangeville, biologiste, Docteur André Bouchard, spécialiste en biologie végétale,
- Gestion de l'Entente PSSM - MCCQ, Catherine Michon, architecte MCCQ, Gérald McNichols Tétreault, Conservateur en chef, Guy Charland, PSSM, Suzie Amyot, responsable de la procure PSSM.
- Potager du Roi de Versailles : Philippe Poullaouec Gonidec, Chaire UNESCO en paysage, Antoine Jacobson, responsable du Potager du Roi, Versailles, Geneviève Treyvaud, archéologue, Françcois Gignac, archéologue, Gérald McNichols Tétreault, Conservateur en chef.

## L'horloge du séminaire (section en chantier)
La façade de l'édifice est ornée au sommet d'une horloge installée durant le supériorat de Monsieur de Belmont, entre 1701 et 1732. Son cadran fut créé à Paris, gravé par Paul Labrosse et doré par les sœurs de la congrégation de Notre-Dame. En 1835, une nouvelle horloge est installée. C’est M. Dauteul, horloger français, qui la fabrique. L'horloge du séminaire fut reconnue comme signal légal des heures d'ouverture et de fermeture de la bourse de Montréal qui avoisinait le séminaire au début du 20e siècle.

L'horloge mécanique de type horizontal cessa de fonctionner au cours du 20e siècle et fut déposée et conservée au grenier du Séminaire où elle se trouve toujours. Lors des travaux entrepris par le PCR4S, le mouvement de l'horloge fut remplacé par un mouvement électrique. En effet, la restauration du mécanisme mécanique aurait commandé le remplacement de presque toutes les pièces. L'installation du mouvement électrique est une intervention réversible qui a rendu possible la remise en fonction de l'horloge après plus de 60 ans d'inaction. De plus le mécanisme électrique compatible avec le système des anciens marteaux conservé et restauré a permis sa remise en fonction et le rétablissement de l'environnement sonore du carillon exactement comme il fut au 19e siècle. La programmation du tintement des cloches a été élaborée grâce aux soins de madame Élisabeth Gallat-Morin, docteur en musique, spécialisée dans la musique ancienne et spécialiste de l'histoire sulpicienne et auteure d'une biographie du sulpicien Jean Girard (1696-1765). 

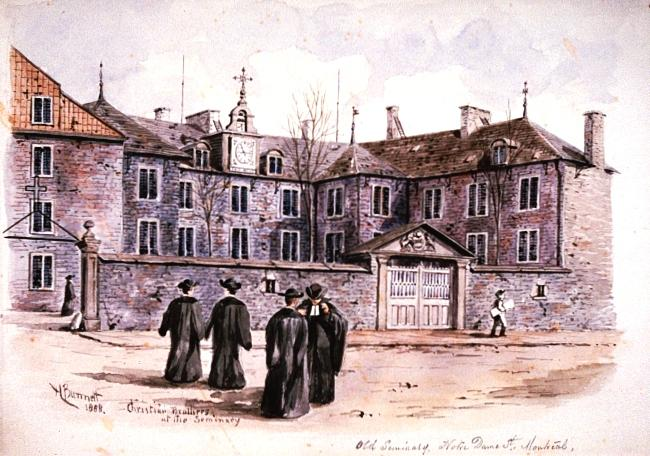
1888
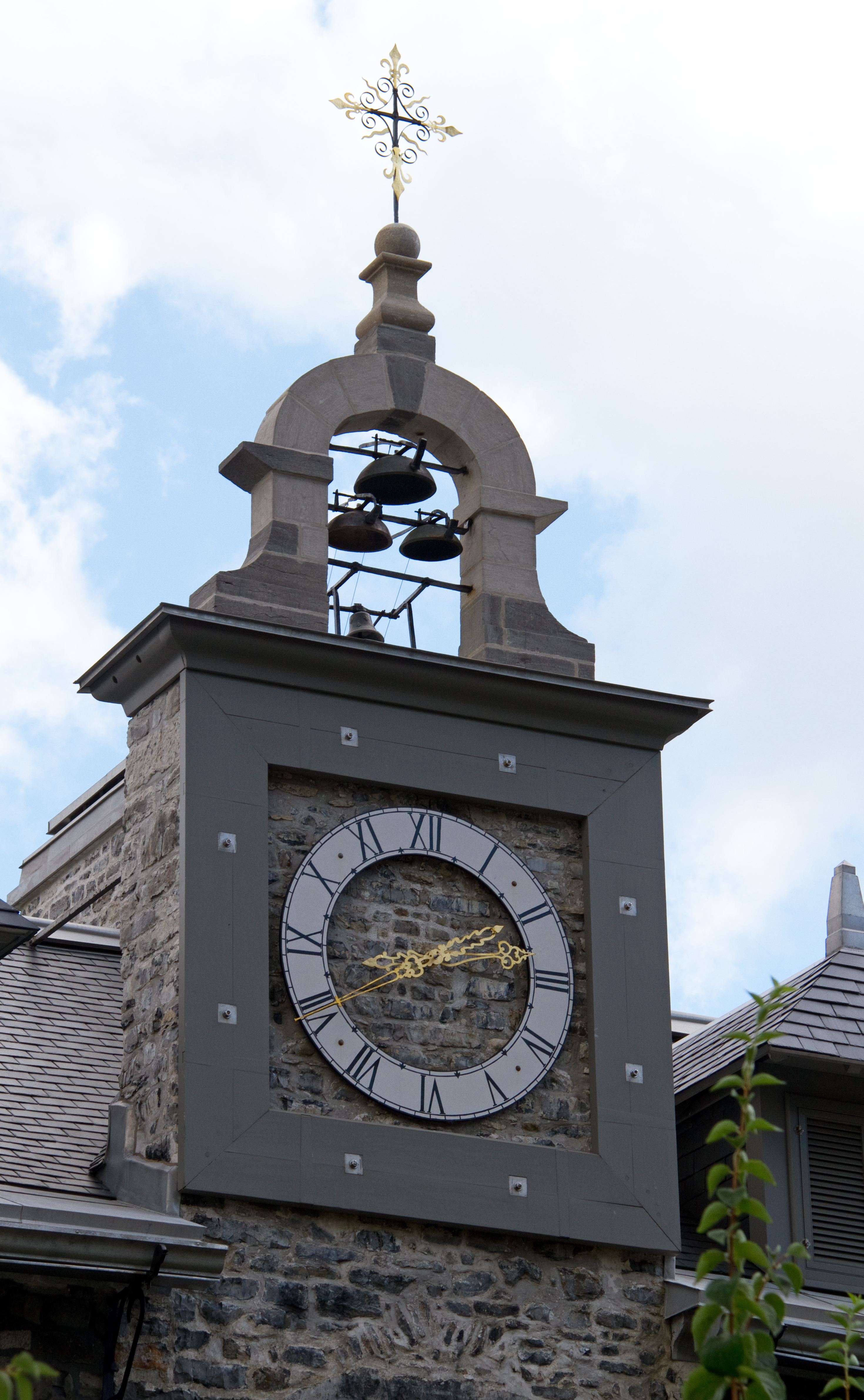
Horloge

## Exposition
À l’été 2017, le séminaire de Saint-Sulpice ouvre ses portes au public pour la visite de son jardin et de l’exposition De l’idéal mystique, à l’entreprise seigneuriale qui retrace les apports de la Compagnie des prêtres de Saint-Sulpice à Montréal. Celle-ci est présentée par les Prêtres de Saint-Sulpice de Montréal et Univers Culturel de Saint-Sulpice dans le cadre des festivités des 375 ans de la métropole. L’exposition s'est tenue du 23 mai au 15 septembre 2017. L'exposition est prolongée en 2018 et 2019 du 29 mai au 1er septembre. Le séminaire n’avait pas été ouvert au public depuis 1967. Lors de cette année, une exposition a été organisée par l’Association des Anciens du Collège de Montréal dans le cadre des festivités des 200 ans du Collège de Montréal et des 100 ans du Canada. La Commission du Centenaire du Canada avait participé au financement de l’exposition.

## Archives (section en chantier)
Le Département des Archives de l'Univers culturel de Saint-Sulpice possède des livres rares datant du XVIe siècle jusqu'à l'époque contemporaine. En plus, des archives témoignant des aspects du développement social, religieux, économique, éducatif et culturel de Montréal, de nombreux dictionnaires, notamment de mohawk, de huron et d’algonquin y sont aussi conservés. Ce patrimoine archivistique est composé d’environ 1 km de documents textuels : manuscrits et imprimés, plus de 75 000 documents iconographiques, environ 8 000 cartes et plans, des enregistrements sonores et filmiques.
|  |